# 哈尔迪斯莱本
哈尔迪斯莱本（德語：Hardisleben，發音：[ˈhaʁdɪsˌleːbn̩]）是德国图林根州瑟默达县曾经的一个市镇，面积9.43平方千米，2017年12月31日人口为551人。2019年1月1日，哈尔迪斯莱本所属的布特施泰特管理共同体解散，其与另外8个成员市镇并入市镇布特施泰特。